# Erik Jung
Erik Samuel Jung, född 26 januari 1883 i Malmö, död 12 oktober 1961, var en svensk lantmätare. Han var son till Victor Jung.
Efter studentexamen 1901 avlade Jung lantmätarexamen 1904. Han blev reservofficer vid Älvsborgs regemente 1905 och kapten där 1922. Han blev extra lantmätare 1915, distriktslantmätare i Värends östra distrikt 1920 och var överlantmätare i Västernorrlands län 1927–1949. Han tillhörde stadsfullmäktige i Härnösands stad 1927–1954 (vice ordförande 1944–1950), kyrkofullmäktige från 1931, ordförande i drätselkammaren, brandstyrelsen och idrottsstyrelsen 1931–1939 och i Härnösands borgerliga valmansförbund 1928–1933.  Han var ledamot av Västernorrlands läns landsting 1947–1954. 
Jung var ordförande i Västernorrlands läns bostadskreditsförening 1932–1956 och Svenska bostadskreditkassans ombud, ordförande i Västernorrlands läns expropriationsnämnder 1937–1950, styrelseledamot och vice ordförande i Svenska städernas förhandlingsorganisation 1939–1945, styrelseledamot i Svenska stadsförbundet från 1939 och vice ordförande från 1945, ordförande i Sundsvalls Enskilda Banks avdelningsstyrelse i Härnösand 1939–1954, Sveriges lantmätares förening 1943–1949 (hedersledamot 1949), i lokala jordnämnden i Västernorrlands län 1945–1948 samt ledamot i 1944 års flygplatsutredning. Han är begravd på Sankt Pauli mellersta kyrkogård i Malmö.